# Baklava

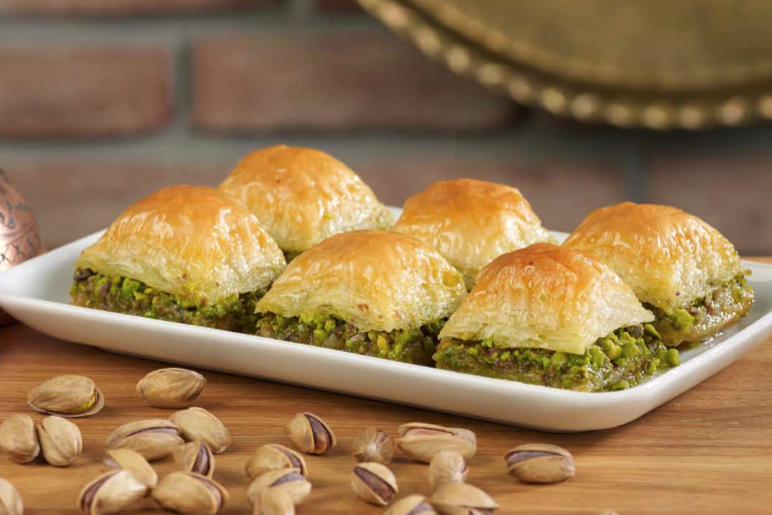
Baklava

Baklava [ˈba.klaː.ʋa] (anhörenⓘ) (arabisch بقلاوة, DMG baqlāwa) ist ein vorderasiatisches in Honig oder Zuckersirup eingelegtes Gebäck aus Blätter- oder Filoteig, gefüllt mit gehackten Walnüssen, Mandeln oder Pistazien.

## Herkunft

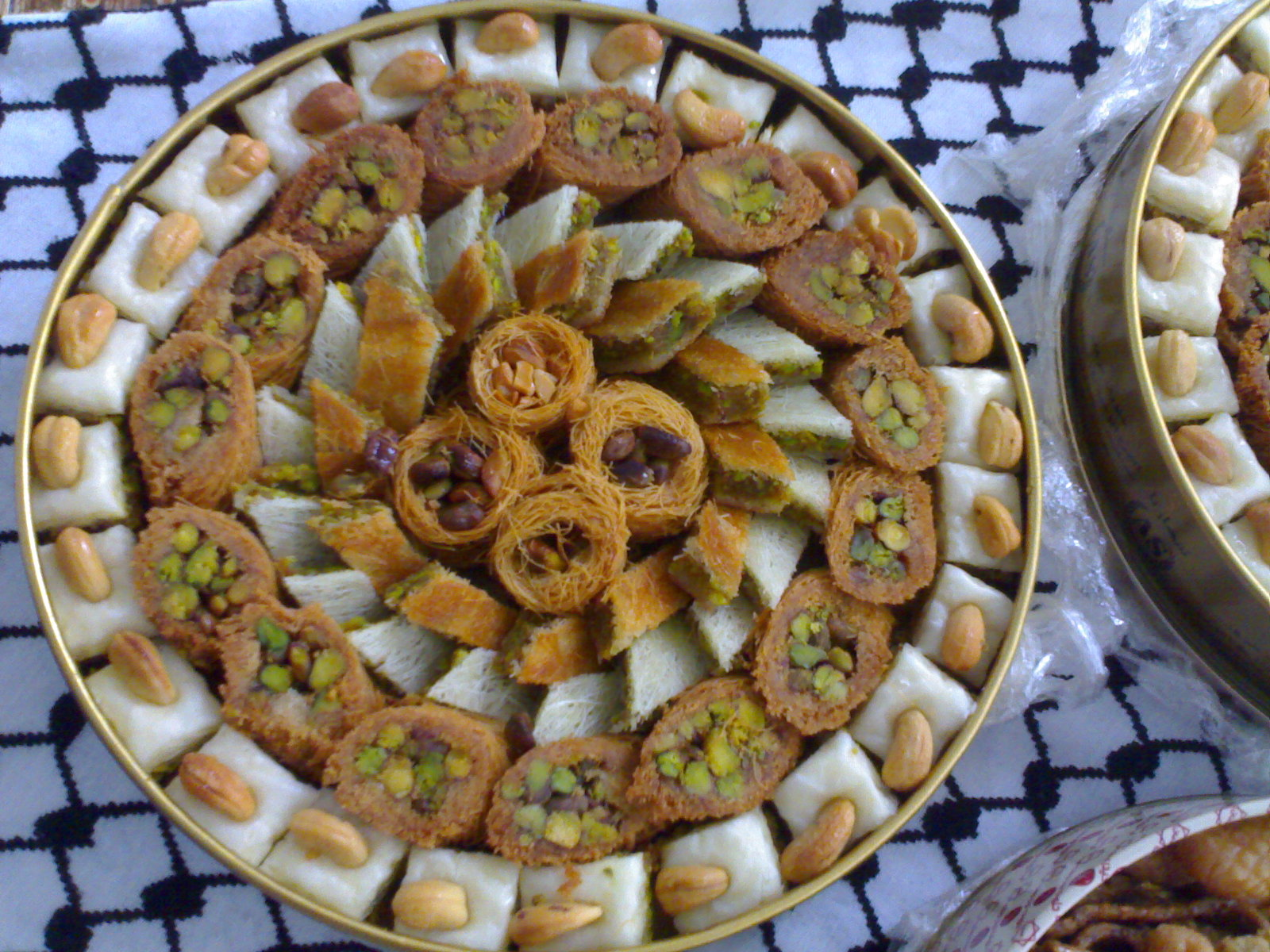
Verschiedene Baklava-Varianten

Baklava und ähnliche Süßigkeiten gehören in Vorderasien und in Südosteuropa zum traditionellen Gebäck und viele dieser Länder beanspruchen die Herkunft für ihre Nationalküche.
Die ersten Baklavarezepte gab es in der Antike, sie waren im Byzantinischen Reich unter dem Namen κοπτοπλακούς (koptoplakous) und κοπτοπλακόν (koptoplakon) bekannt, was so viel wie „geschnittener Plattenkuchen“ bedeutet. Das älteste bekannte Rezept dieses Kuchens stammt aus der Spätantike und wird von dem aus Ägypten stammenden und in Rom lebenden griechischen Poikilograph Athenaios in seinem Buch Deipnosophistai (griechisch: Δειπνοσοφιστών), oder auch Buch XIV genannt, erwähnt. Er beschreibt das Koptoplakousrezept aus Kreta als einen Kuchen, bestehend aus mehreren Schichten, der mit pontischen Nüssen, Mohn und Mandeln gefüllt wird und anschließend mit Honig übergossen wird. Die Teigschichten sollen hierbei sehr dünn ausgelegt werden, ähnlich wie beim Filoteig. Dieses Koptoplakonrezept ähnelt dem heutigen Baklava somit sehr. Auf die Frage, ob die Herkunft dessen in Griechenland liegt, oder der Kuchen erst im Laufe der Antike nach Griechenland kam, liefert Athenaios keine Antwort.
Meist wird aufgrund des Blätterteigs die Herkunft in Zentralasien vermutet. Charakteristisch für die nomadische Lebensweise der Turkvölker dort ist die Schichtung von in Pfannen gebackenen dünnen Teigfladen, die sogenannten Yufka, welche in dieser gestapelten Form weder in Byzanz noch im Nahen Osten bekannt sind. Die Grundstruktur könnte somit durch jene nach Anatolien und in den Nahen Osten gelangt sein.
Andere Thesen gehen davon aus, dass Baklava auf Grund der Zubereitung im Ofen in einer sesshaften Kultur entstanden sein muss. Eine These besagt, dass die Assyrer schon im 8. Jahrhundert v. Chr. Baklava gebacken haben und griechische Kaufleute diese nach Griechenland brachten, wo die Griechen mit einer Technik für hauchdünnen Teig einen Anteil haben. Die griechischen Byzantinisten Speros Vryonis und Phaidon Koukoules wollen in den Deipnosophistai des Athenaios aus dem 2. Jahrhundert v. Chr. die Beschreibung einer als Baklava-Vorläufer anzusehenden geschichteten Süßspeise namens Gastrin ausgemacht haben.
Als anderer Ursprung im Spätmittelalter  wird Persien oder Kleinasien in Erwägung gezogen. Im Kochbuch des Muhammad bin Hasan al-Baghdadi aus dem Jahr 1226 wird eine Süßspeise namens Lauzinaq aufgeführt, die aus einer mit Teig umhüllten Mandelmasse besteht und mit Sirup übergossen wird, also dem Baklava sehr ähnlich ist.
Die bekannte Variante mit mehreren Schichten aus sehr dünnem Filoteig ist wahrscheinlich nach dem 16. Jahrhundert im Topkapı-Palast entwickelt worden.
Die Zeidlerei, das gewerbsmäßige Sammeln von Honig wilder oder halbwilder Bienenvölker, war früher die eigentliche Quelle für Honig, der durch Ausschmelzen aus den Honigwaben gewonnen wurde. Die Honigschleuder wurde erst im 19. Jahrhundert erfunden. Um den begehrten (weil seltenen) Honig mit hoher Ausbeute aus der geschmolzenen Wachsmasse zu extrahieren wurde das Wachs mit Wasser gekocht und so der Zucker ausgewaschen. Die Honiglösungen wurden zur Herstellung von Met oder zum Konservieren verwendet (siehe Konfitfrüchte, Rosenkonfitüre und Marmelade#Geschichte). Je nach Kochzeit und Eindickung war der Sirup haltbar oder vergoren. Aus den gekochten Honiglösungen kristallisierte Zucker nicht mehr so leicht; mögliche Kristallisationskeime wie Pollen und Staub wurden nach dem Kochen durch Dekantieren als Schaum oder Bodensatz abgetrennt. Deshalb standen dünn- und dickflüssige Sirupe zum Süßen in der Küche zur Verfügung.

## Zubereitung
Aufgrund der weiten geographischen Verbreitung existiert eine Vielzahl von Rezepten für Baklava, die Zubereitung variiert regional; verbindend für alle Varianten ist lediglich die grundlegende Zubereitungsweise.

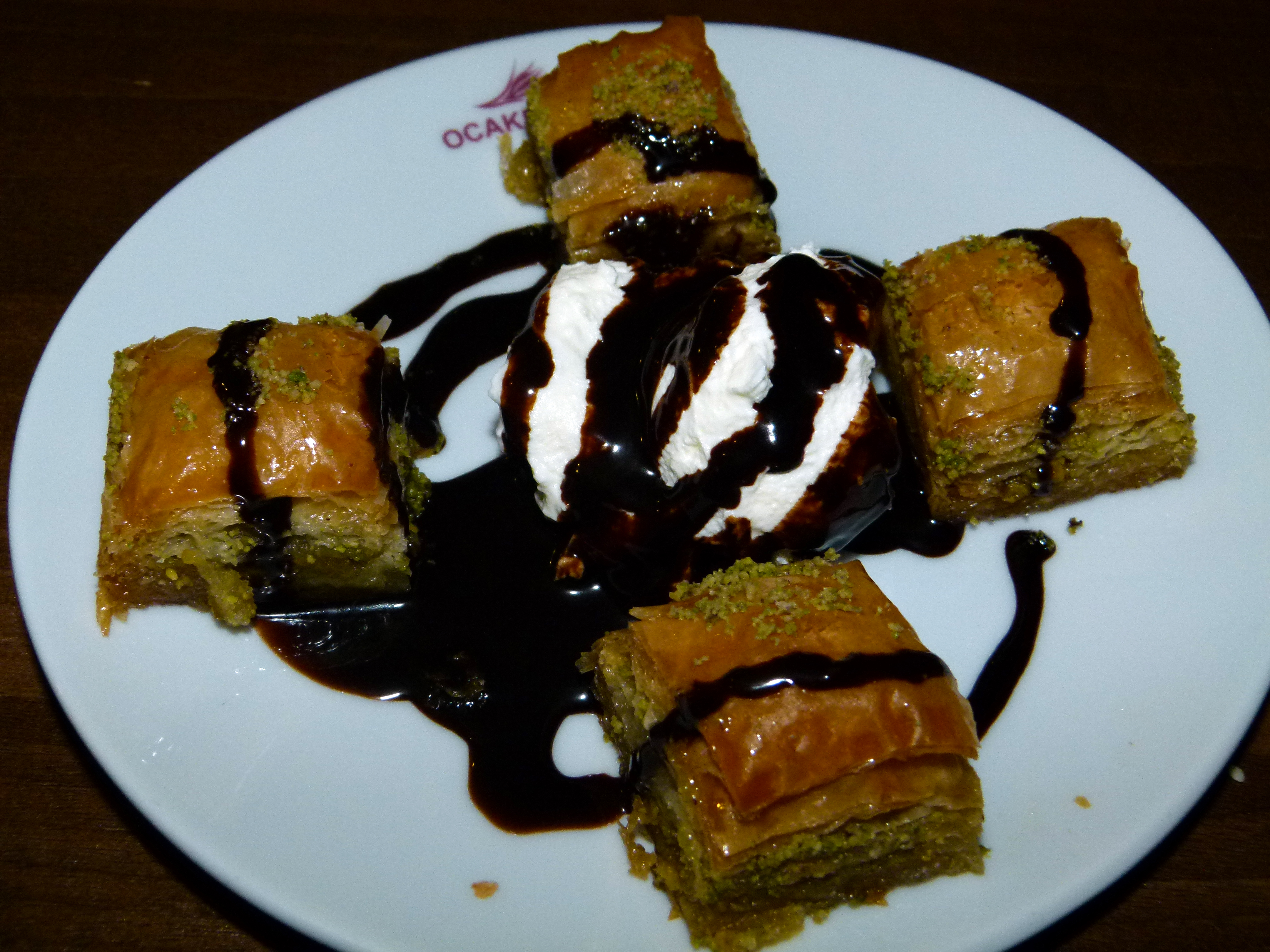
Türkische Baklava mit Pistazienfüllung, Schokoladensoße und Crème fraîche

1. Eine Nussmischung aus gehackten Nüssen, Zucker und Gewürzen wird hergestellt.
2. Für den Sirup wird Zucker in Wasser aufgelöst und reduziert. Anschließend können weitere Zutaten hinzugefügt werden.
3. Mit geschmolzener Butter bestrichene Filo-Blätter werden abwechselnd mit der Nussmischung übereinander geschichtet (touriert). Die oberste wie die unterste Schicht besteht aus Filoteig. Die fertige Zubereitung wird entweder in einer Backform in Rauten oder Rechtecke geschnitten oder einzeln gefaltet zusammengelegt und 30 bis 45 Minuten im Ofen gebacken.
4. Zum Abschluss wird das Baklava entweder in abgekühltem Zustand mit heißem oder in heißem Zustand mit mäßig warmem Sirup aus eingekochtem Zuckerwasser übergossen sowie zum Abkühlen ruhen gelassen.

Klassischer Begleiter eines Baklava-Desserts ist starker, schwarzer Mokka, da seine Bitterkeit mit der Süße des Baklava kontrastiert. Dazu wird oft Speiseeis oder Kajmak gereicht.

## Varianten

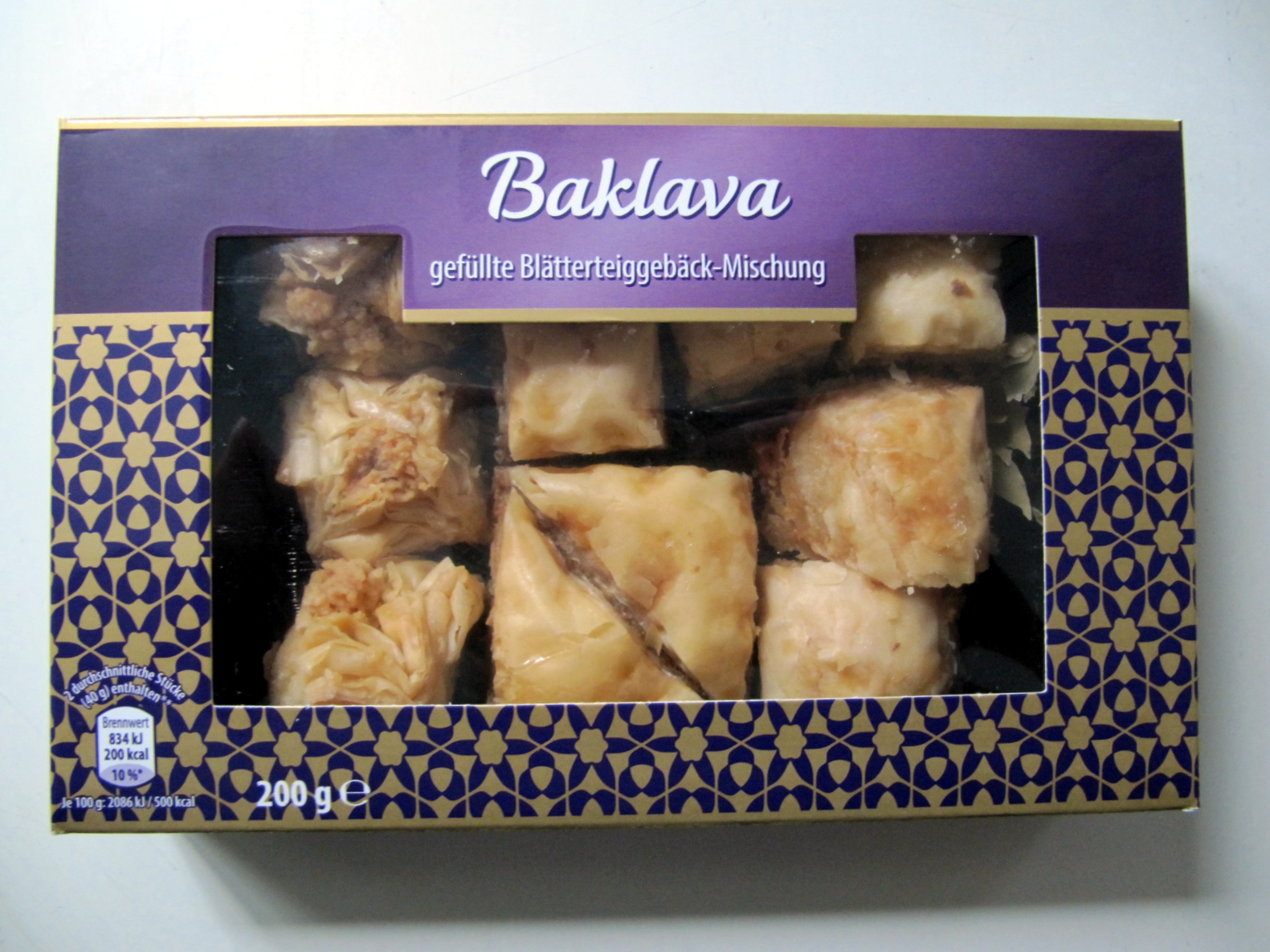
Baklava aus einem Discounter in Deutschland

Für einige Regionen lassen sich besondere Zubereitungsarten angeben.
- In der Türkei werden für die Nussmischung Walnüsse oder Pistazien verwendet.
- In Griechenland („Saragli“ / Σαραγλί[8]) kann der Sirup mit Honig, Zitronensaft und Zimt gefertigt sein.
- In Armenien werden für die Füllung Walnüsse und Zimt verwendet. Der Sirup wird mit Honig und Butter gefertigt.
- Auf dem Balkan und in der Levante werden Walnüsse benutzt.
- In der arabischen Küche wird der Sirup mit Rosenwasser versetzt.
- In Iran sind als Nüsse für die Füllung Mandeln und Pistazien weit verbreitet.

In Deutschland ist Baklava mittlerweile nicht mehr lediglich in türkischen Bäckereien und im orientalischen Lebensmitteleinzelhandel erhältlich, sondern bei Discountern als Aktionsware. Baklava ist in verschiedenen Variationen im Sortiment, wie griechisch mit Zimt, orientalisch mit Pistazien oder Paranüssen, Balkan-Art mit Walnüssen. Meist werden sie direkt aus den jeweiligen Regionen importiert.